# Шониха (селище станції)
Шониха (рос. Шониха) — селище станції в Богородському районі Нижньогородської області Російської Федерації.
Населення становить 19 осіб. Входить до складу муніципального утворення Хвощовська сільрада.

## Історія
Від 2004 року входить до складу муніципального утворення Хвощовська сільрада.

## Населення
| 1999 | 2002 | 2010 |
| ---- | ---- | ---- |
| 59   | ↘41  | ↘19  |